# Backlash (2023)
Backlash 2023 fue un evento de pago por visión (PPV) y transmitido en vivo de lucha libre profesional número 18 de  Backlash producido por WWE. Se llevó a cabo para luchadores de las divisiones de marca Raw y SmackDown de la promoción. El evento se llevó a cabo el sábado 6 de mayo de 2023 en el Coliseo de Puerto Rico José Miguel Agrelot en San Juan, Puerto Rico, marcando el primer evento de WWE realizado en Puerto Rico desde New Year's Revolution en enero de 2005, celebrado en el mismo recinto, y sólo el segundo evento en general. Después de que los dos años anteriores se titularan "WrestleMania Backlash", el evento de 2023 volvió a su nombre original sin dejar de mantener su concepto posterior a WrestleMania, con el evento de 2023 basado en la reacción de WrestleMania 39 . El artista puertorriqueño Bad Bunny fue el anfitrión del evento.

## Producción

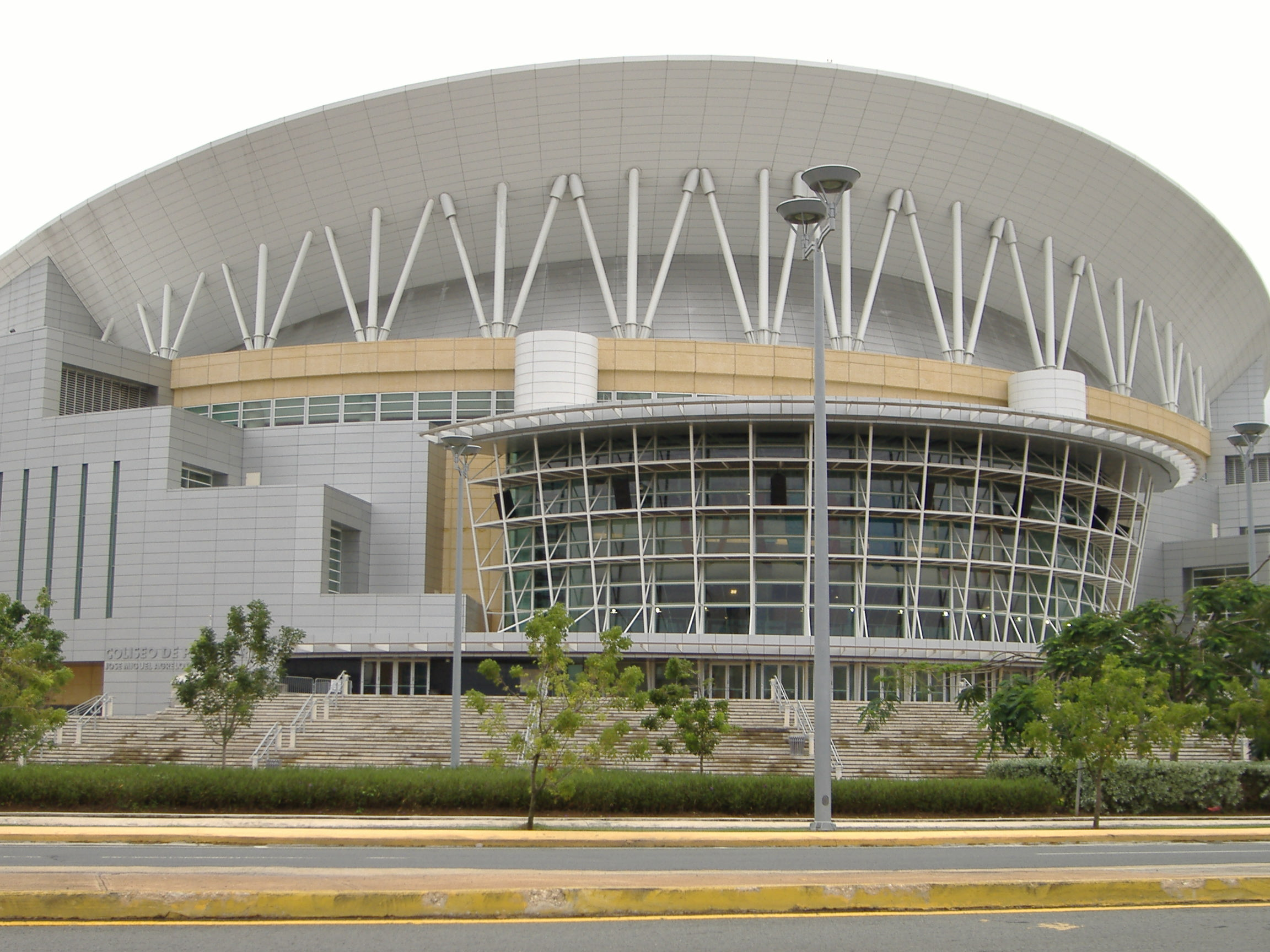
El evento se llevó a cabo en el Coliseo de Puerto Rico José Miguel Agrelot en San Juan, Puerto Rico.

Backlash es un evento de lucha libre profesional  que fue establecido en 1999. Se llevó a cabo anualmente de 1999 a 2009, pero luego se suspendió hasta que se restableció en 2016 y se ha llevado a cabo todos los años desde entonces, a excepción de  2019. El concepto original del evento se basó en la tensión tras el evento estrella de la WWE, WrestleMania . Los eventos entre 2016 y 2020 no tuvieron este tema; sin embargo, en 2021 volvió a este concepto original y la serie de eventos, a su vez, se renombró como "WrestleMania Backlash". Cuando del evento del 2023 fue anunciado, el evento volvió a su nombre original de Backlash sin dejar de mantener su tema de ser el evento posterior a WrestleMania.

## Antecedentes
En la Noche 1 de WrestleMania 39, Kevin Owens y Sami Zayn derrotaron a The Usos ( Jey Uso y Jimmy Uso ) para ganar el Campeonato Indiscutible en Parejas de la WWE . En el siguiente episodio de SmackDown, Owens fue atacado detrás del escenario por Solo Sikoa, y más tarde esa noche, Jey derrotó a Zayn después de la interferencia de Sikoa. Luego, Jey y Sikoa atacaron a Zayn más hasta que Matt Riddle salvó —Riddle fue lesionado por Sikoa en diciembre y había regresado en Raw esa semana. La semana siguiente, la promoción de Owens y Zayn fue interrumpida por The Usos y Sikoa. Luego, estalló una pelea y Riddle se involucró con el trío de Owens, Zayn y Riddle de pie. El 17 de abril, se programó para Backlash una lucha por equipos de seis hombres que enfrentaría a The Bloodline (The Usos y Sikoa) contra Riddle, Zayn y Owens.
En WrestleMania 39, Roman Reigns derrotó a Cody Rhodes para retener el Campeonato Universal Indiscutible de la WWE después de la interferencia de Paul Heyman y Solo Sikoa. En el siguiente Raw, Rhodes desafió a Reigns a una revancha, pero Reigns rechazó la oferta. Rhodes luego desafió a Reigns y Solo a una lucha por equipos, la cual Reigns aceptó con dos condiciones: el compañero de Rhodes era alguien que compitió en WrestleMania 39, y esa persona no podía desafiar a Reigns por sus títulos mientras Reigns fuera campeón. Brock Lesnar respondió, y esta última estipulación no se le aplica debido a la estipulación de su combate con Reigns en el SummerSlam de 2022 . Sin embargo, el combate nunca ocurrió debido a que Lesnar agredió brutalmente a Rhodes antes de que pudiera comenzar el combate. Más tarde se informó que Lesnar estaba enojado debido a su posición en la cartelera de WrestleMania, ya que su combate había abierto la segunda noche en lugar de estar en un espacio de evento principal. Rhodes abordó el ataque en el siguiente Raw y desafió a Lesnar a un combate en Backlash. La semana siguiente, el partido se hizo oficial para Backlash.

### Combates
| N.º | Combates anunciados                                                                                   | Estipulaciones                                               | Tiempo |
| --- | --- | ------------------------------------------------------------ | ------ |
| 1   | Bianca Belair (c) derrotó a Iyo Sky (con Damage Control)                                              | Lucha individual por el Campeonato Femenino de Raw           | 18:00  |
| 2   | Seth "Freakin" Rollins derrotó Omos (con MVP)                                                         | Lucha individual                                             | 10:30  |
| 3   | Austin Theory (c) derrotó Bronson Reed y a Bobby Lashley                                              | Lucha triple amenaza por el Campeonato de los Estados Unidos | 6:50   |
| 4   | Rhea Ripley (c) derrotó a Zelina Vega                                                                 | Lucha individual por el Campeonato Femenino de SmackDown     | 7:10   |
| 5   | Bad Bunny (con Latino World Order, Carlito & Savio Vega) derrotó Damian Priest (con The Judgment Day) | San Juan Street Fight Match                                  | 24:45  |
| 6   | The Bloodline (Solo Sikoa, Jey & Jimmy Uso) derrotó a Matt Riddle, Kevin Owens & Sami Zayn            | Lucha de relevos australianos                                | 22:00  |
| 7   | Cody Rhodes derrotó a Brock Lesnar                                                                    | Lucha individual                                             | 9:40   |